# Creature Comforts (Kurzfilm)
Creature Comforts ist ein britischer knetanimierter Kurzfilm von Nick Park aus dem Jahr 1989.

## Handlung
In einem Zoo werden verschiedene Tiere zu ihren Haltungsbedingungen befragt. Ein Eisbärenjunges denkt zum Entsetzen der Eltern, der Zoo sei gut für alte, arme oder sogar verstorbene Tiere. Der Eisbärenvater gibt später zu, dass er gerne Steaks esse. Die Gürteltiere sehen den Zoo positiv, während ein brasilianischer Puma sich auf einem entrindeten Baum in seinem Käfig liegend beschwert, dass das Essen nicht wie Fleisch, sondern wie Hundefutter aussehe, er mehr Platz und Sonne braucht und Blüten bei ihm Heuschnupfen verursachen. Ein junges Nilpferd beschwert sich, dass die Käfige zu eng und zu schmutzig seien und auch die Schildkröten geben zu, bereits besser gewohnt zu haben. Die extrem weitsichtige Koaladame hingegen fühlt sich sicher und gut beschützt. Der Puma stellt am Ende fest, dass er nur noch in ein wärmeres Land möchte, egal welches man ihm nennt, er würde hingehen.

## Produktion
Creature Comforts entstand als Teil der Serie Lip Synch des britischen Fernsehsenders Channel 4 und wurde erstmals am 15. Juli 1989 gesendet. Für den Film wurden die Bewohner einer Wohnsiedlung und eines Altersheims von Julie Sedgewick zu ihrer Wohnsituation befragt. Andere Antwortende wussten vom Projekt bzw. sollten sich bei ihrer Antwort in ein bestimmtes Tier hineinversetzen. Anschließend formte Nick Park auf die Sätze der Befragten die Mundbewegungen der Knetfiguren, die nun lippensynchron erschienen. Waren die Antworten zuvor auf die eigene Wohnsituation bezogen, erschienen sie nun als die Antworten der Zootiere.

## Rezeption
Der Film war so beliebt, dass von 1990 bis 1992 knetanimierte Werbespots für die Kampagne „Heat Electric“ der privaten Stromanbieter entstanden, die dasselbe Prinzip wie der Kurzfilm hatten. Die Werbespots wurden mehrfach ausgezeichnet und führten schließlich zur ebenfalls knetanimierten Fernsehserie Creature Comforts, die seit 2003 läuft und in Deutschland auf Comedy Central ausgestrahlt wird.
Der Kurzfilm AlieNation von Laura Lehmus aus dem Jahr 2014 weist Gemeinsamkeiten mit Creature Comforts auf. Während in Creature Comforts Zootiere aus Knete ihre Haltungsbedingungen reflektieren, legte Lehmus ihren Figuren die Aussagen von Teenagern zu deren Pubertätsproblemen in den Mund.

## Auszeichnungen
Creature Comforts wurde 1990 für einen BAFTA in der Kategorie Bester animierter Kurzfilm nominiert. Er gewann 1991 den Oscar in der Kategorie „Bester animierter Kurzfilm“.
Nick Park wurde 1991 auf dem Festival d’Animation Annecy mit dem Grand Prix ausgezeichnet.